# 志村警察署
志村警察署（しむらけいさつしょ）は、東京都にある警視庁が管轄する警察署の一つである。第十方面本部所属で、板橋区東北部を担当している。
署員数およそ270名、識別章所属表示はRE。

## 所在地
東京都板橋区東坂下二丁目21番17号
- アクセス

・国際興業バス 池21系統(池袋駅西口⇔高島平駅)「三軒家」停留所（徒歩3分）
・都営地下鉄三田線蓮根駅（徒歩12分）
・JR埼京線浮間舟渡駅（徒歩15分）

## 管轄区域
板橋区のうち、以下の町丁の全域を管轄。
- 小豆沢一・二・三・四丁目
- 東坂下一・二丁目
- 舟渡一・二・三・四丁目
- 蓮根一・二・三丁目
- 坂下一・二・三丁目
- 志村一・二・三丁目
- 蓮沼町
- 清水町

- 宮本町
- 泉町
- 大原町
- 前野町一・二・三・四・五・六丁目
- 中台一・二・三丁目
- 若木一・二・三丁目
- 相生町
- 西台一・二・三・四丁目

## 沿革
- 1946年（昭和21年）3月15日：板橋警察署から分離して開設。小豆沢一丁目11番6号の庁舎にて業務開始。
- 1970年（昭和45年）12月18日：上赤塚交番襲撃事件[注 1]が発生。
- 1986年（昭和61年）2月15日：高島平警察署が分離。
- 2023年（令和5年）4月15日：庁舎の老朽化に伴い、北へ2.3kmほど離れた、都営バス志村営業所跡地の現庁舎に移転[1][2]。

## 組織
- 警務課
- 交通課
- 警備課
- 地域課
- 刑事組織犯罪対策課
- 生活安全課

## 交番
以下の交番があり、駐在所はない。
- 清水町交番（板橋区清水町75番5号）
- 小豆沢交番（板橋区蓮沼町83番5号）
- 坂上交番（板橋区志村二丁目3番1号）
- 坂下交番（板橋区坂下三丁目22番12号）
- 蓮根交番（板橋区蓮根二丁目6番3号）
- 前野町交番（板橋区前野町一丁目31番4号）
- 中台交番（板橋区中台一丁目45番11号）
- 西台交番（板橋区西台三丁目17番5号）
- 中台三丁目交番（板橋区中台三丁目27番5号）

## 地域安全センター
- 北前野地域安全センター（板橋区前野町四丁目15番7号）2007年（平成19年）4月1日に北前野交番から転換。
- 戸田橋地域安全センター（板橋区舟渡二丁目24番8号）2007年（平成19年）4月1日に戸田橋交番から転換。